# John Elphinstone (Marineoffizier)

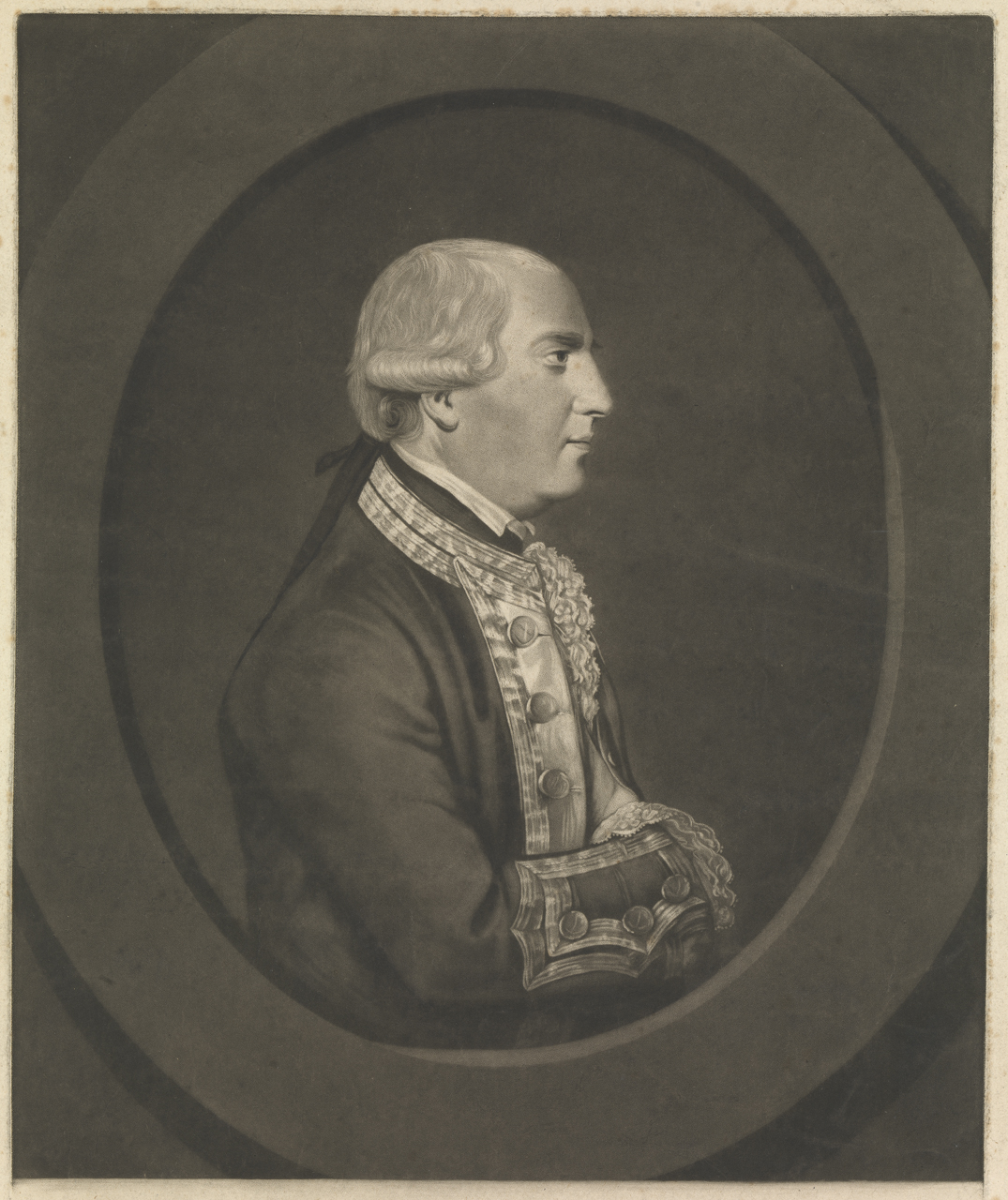
John Elphinstone in russischer Admiralsuniform

John Elphinstone (auch: John Elphinston; * 1722; † 28. Februar 1785 in London) war ein hochrangiger britischer Marineoffizier, der nach 1770 mit Zustimmung der Admiralität während der Zeit der auch die Marine betreffenden Reformen unter der russischen Zarin Katharina der Großen eng mit der Kaiserlich Russischen Marine zusammenarbeitete. Zusammen mit dem in Schottland geborenen Admiral Samuel Greigh oder Samuil Karlovich Greig (Самуил Карлович Грейг), wie er in Russland genannt wurde, und Admiral Sir Charles Knowles war Elphinstone Mitglied des Marinestabes unter der Leitung von Graf Alexei Grigorjewitsch Orlow. Obwohl es diesem an Erfahrung in der Seekriegführung mangelte, konnte er die osmanische Flotte in der Schlacht zu Tschesme in der Nähe der Insel Chios vor der äußersten Westküste der Türkei besiegen.

## Frühe Lebensjahre
Er war der Sohn des britischen Marineoffiziers John Elphinstone aus dessen Ehe mit Anne Williams. Die Familie stammte aus Lopness in der Nähe von Sanday auf den Orkney-Inseln. John wurde in London getauft. Er trat der Royal Navy bei und wurde 1746 zum Lieutenant befördert. Er wurde 1757 zum Commander befördert und zum Kommandanten des Branders Salamander ernannt und diente unter Admiral Richard Howe während der Blockade von französischen Häfen an der Kanalküste im Jahre 1758. Während eines Angriffs wurde er von den Franzosen gefangen genommen.
Nach seiner Freilassung im Jahr 1759 wurde er zum Captain befördert und zum Kommandanten der mit 20 Kanonen bestückten Eurus ernannt und nahm an der Eroberung von Quebec teil. Im Juli 1761 befehligte er die mit 32 Geschützen bestückte HMS Richmond, die unter seiner Führung das ebenfalls mit 32 Kanonen bewaffnete französische Schiff Félicité in Scheveningen kaperte und versenkte. Im Januar und November 1761 sowie im Januar 1762 eroberte Elphinstone drei weitere französische Freibeuterschiffe. 1762 segelte er mit der Richmond nach Westindien und wurde während der Belagerung von Havanna mit Transport- und Versorgungsaufgaben beauftragt. Im Anschluss brachte er das von den Spaniern erbeutete, mit 70 Kanonen bestückte Prisenschiff Infanta zurück. Ende 1763 übernahm er für drei Jahre das Wachschiff HMS Firm in Plymouth.

## In russischen Diensten

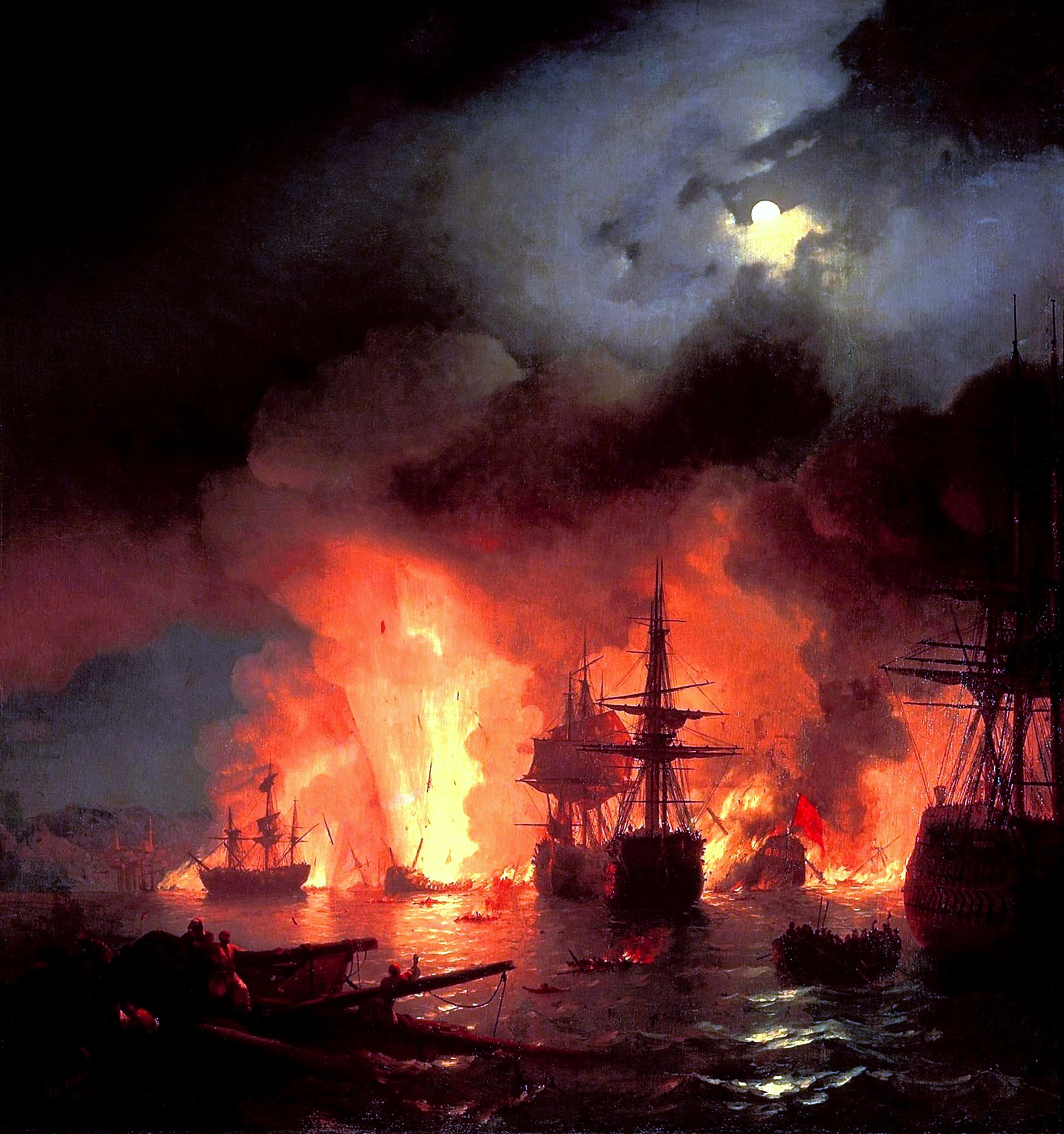
Schlacht zu Tschesme

Für die Reformierung ihrer Marine stützte sich Katharina II. von Russland auf Erfahrungen britischen Marinepersonals, auf das sie durch den britischen Botschafter in St. Petersburg, Generalleutnant Charles Cathcart, 9. Lord Cathcart, Zugriff bekam. Elphinstone war einer von wenigen britischen Offizieren, die im Sommer 1769 in den russischen Dienst eintraten und den Rang eines Konteradmirals erhielten. 1770 führte er ein russisches Geschwader von der Ostsee ins Mittelmeer, um am Krieg gegen die Türken teilzunehmen, und war am Sieg über die türkische Flotte in der Seeschlacht bei Çeşme (auch Schlacht zu Tschesme, bei Izmir) beteiligt. Er hatte jedoch so schlechte Beziehungen zu seinen russischen Vorgesetzten, insbesondere zu Graf Aleksei Orlov, dass er im Juli 1771 den russischen Dienst verließ.

## Späteres Leben
John Elphinstone hatte ab 1774 mehrere weitere Kommandos in der britischen Royal Navy inne, darunter von 1779 bis 1780 das über das 74-Kanonen-Schiff Magnificent, das zum äußerst erfolgreichen Westindien-Geschwader von Admiral George Rodney gehörte. So nahm er während des Amerikanischen Unabhängigkeitskriegs an den Seeschlachten von Grenada (1779) und Martinique (1780) teil.
Elphinstone starb 1785 in der Broad Street, Carnaby Market, London.

## Ehe und Nachkommen
Er hatte 1750 Amelia Warburton geheiratet und mit ihr sechs Söhne und vier Töchter, darunter: 
- John Elphinstone (1756–1801), Captain der Royal Navy;
- Anna Charlotta Maria Elphinstone († 1809), ⚭ 1781 Sir Francis Hartwell, 1. Baronet (1757–1831), Deputy Comptroller of the Navy;
- Samuel William Elphinstone (1758–1788), Kapitän der kaiserlich-russischen Marine;
- Thomas Elphinstone (1765–1821), Captain der Royal Navy;
- Jane Alice Amelia Elphinstone (1767–1856), ⚭ 1799 John Dymoke;
- Robert Phillip Rodolph Elphinstone († 1822), Captain der Royal Navy;
- Sir Howard Elphinstone, 1. Baronet (1773–1846), Lieutenant-General der British Army, Colonel-Commandant der Royal Engineers;
- Catherine Sarah Elphinstone (1775–1851), ⚭ 1798 Thomas Roe.
- Molineux Roley Elphinstone (1777–1814);